# Vesna Milek
Vesna Milek [vésna mílek], slovenska novinarka in publicistka, * 23. oktober 1971, Postojna.

## Življenje
Otroštvo je preživela v Grahovem ob Cerkniškem jezeru, sedaj živi in dela v Ljubljani. Nastopila je tudi v filmu Anina provizija v katerem je odigrala glavno vlogo. Z nekdanjim partnerjem Milanom Gregornom ima sina. Trenutno vodi pogovorno oddajo na RTV Slovenija - Od Blizu v kateri gosti različne znane osebnosti iz prostora nekdanje skupne države ter piše za časopisno hišo Delo.